# 擦傷
擦伤是皮膚表面与粗糙的物体相互摩擦後引起的皮肤层傷口。主要症状为表皮脱落、出血和组织液渗出。轻度擦伤不会留下疤痕或出血，因为此時真皮仍然完整。